# Аврелий Карфагенский
Авре́лий Карфаге́нский (лат. Aurelius Carthaginiensis; умер ок. 430 года) — святой епископ Карфагенский. День памяти в Католической церкви — 20 июля н. ст. и в Православной церкви — 20 июля ст. ст.
Святой Аврелий был епископом Карфагенским приблизительно с 391 года.
Он возглавлял ряд соборов, проходивших в Карфагене. Им восхищался святой Августин Блаженный, сохранилось несколько писем из их переписки. Мощи Аврелия Карфагенского находятся в монастыре Хирзау (Германия).